# سابرينا ريتشارد
سابرينا ريتشارد (بالفرنسية: Sabrina Richard)‏ هي رباعة فرنسية، ولدت في 25 أبريل 1977 في سن بول ريونيون في فرنسا.

## وصلات خارجية
- سابرينا ريتشارد على موقع الاتحاد الدولي (الإنجليزية)
- سابرينا ريتشارد على موقع مشروع نتائج رفع الأثقال الدولية (الإنجليزية)
- سابرينا ريتشارد على موقع IAT Database Weightlifting (الألمانية)
- سابرينا ريتشارد على موقع اللجنة الأولمبية الدولية (الإنجليزية)
- سابرينا ريتشارد على موقع أوليمبيديا (الإنجليزية)